# Circuito de Zandvoort
El Circuito de Zandvoort, oficialmente Circuit Park Zandvoort, es un autódromo situado cerca de Zandvoort y Haarlem, Países Bajos, sobre el Mar del Norte, unos 15 km al oeste de la ciudad de Ámsterdam. El circuito fue diseñado por John Hugenholtz. Fue inaugurado el 7 de agosto de 1948 con una longitud de aproximadamente 4200 metros, la cual varió ligeramente a lo largo de las décadas. A finales de los 1980, Zandvoort fue remodelado de forma radical y acortado a 2.526 metros. En 1999, se recuperaron secciones del trazado original y su extensión máxima aumentó a 4.307 metros.
La primera carrera de Gran Premio en Zandvoort fue en 1949. El circuito fue sede del Gran Premio de los Países Bajos de puntuable para la Fórmula 1 en todas sus ediciones, desde 1952 hasta 1985. En esa época, la Fórmula 2 Europea y la Fórmula 3000 Internacional también compitieron allí. Más recientemente, Zandvoort albergó una fechas puntuables del A1 Grand Prix, WTCC, WTCR, Fórmula 3 y DTM.
El Masters de Fórmula 3 era una carrera fuera de campeonato de, la cual se llevó a cabo entre 1991 y 2016 en Zandvoort, salvo en dos ediciones.
En 2019, el circuito fue anunciado para el calendario propuesto de la temporada 2020 de Fórmula 1, siendo sede nuevamente del Gran Premio de los Países Bajos. Las obras de reacondicinamiento del lugar incluyen reasfaltado de la pista, modificación en las curvas 1, 3 y 14, ampliación y asfaltado de escapatorias, colocación de tribunas temporales y creación de nuevos accesos y edificios para el público.

## Ganadores

### Campeonato de Fórmula 2 de la FIA
| Año  | Piloto           | Escudería          | Fecha           | Resultados |
| ---- | ---------------- | ------------------ | --------------- | ---------- |
| 2022 | Marcus Armstrong | Hitech Grand Prix  | 3 de septiembre | Resultados |
| 2022 | Felipe Drugovich | MP Motorsport      | 4 de septiembre | Resultados |
| 2023 | Isack Hadjar     | Hitech Pulse-Eight | 26 de agosto    | Resultados |
| 2023 | Clément Novalak  | Trident            | 27 de agosto    | Resultados |

### Campeonato de Fórmula 3 de la FIA
| Año  | Piloto         | Escudería     | Fecha           | Resultados |
| ---- | -------------- | ------------- | --------------- | ---------- |
| 2021 | Arthur Leclerc | Prema Racing  | 4 de septiembre | Resultados |
| 2021 | Victor Martins | MP Motorsport | 4 de septiembre | Resultados |
| 2021 | Dennis Hauger  | Prema Racing  | 5 de septiembre | Resultados |
| 2022 | Caio Collet    | MP Motorsport | 3 de septiembre | Resultados |
| 2022 | Zane Maloney   | Trident       | 4 de septiembre | Resultados |

## Accidentes fatales
Lista completa de accidentes fatales en el circuito.
| Nombre            | Fecha                   | Descripción |
| ----------------- | ----------------------- | --- |
| Hendrik Dik       | 22 de marzo de 1952     | El conductor sufrió un ataque cardíaco fatal mientras conducía. Su vehículo siguió recto e impactó contra una pequeña colina |
| Wim Gerlach       | 10 de junio de 1957     | Murió durante un vuelco con su Porsche. El automóvil no contaba con jaula antivuelco ni el piloto con cinturón de seguridad. La curva donde ocurrió este accidente fue nombrada Gerlachbocht por él. |
| Werner Engel      | 30 de abril de 1958     | El auto de Engel se estrelló y volcó en el tramo trasero de la pista en la recta luego de Tunnel-Oost. Fue durante una etapa especial del Rally Tulip que se celebraba en el circuito. |
| Ian Raby          | 7 de noviembre de 1967  | Seriamente lesionado en la 5.ª vuelta de la séptima ronda del Campeonato Europeo de Fórmula Dos de 1967. |
| Chris Lambert     | 28 de julio de 1968     | El piloto británico y una espectadora murieron cuando Lambert y Clay Regazzoni colisionaron durante la carrera de F2, lanzando el Brabham del primero sobre la barandilla y en el camino peatonal de abajo. |
| Piers Courage     | 21 de junio de 1970     | La suspensión o la dirección de su De Tomaso en la curva Tunnel Oost durante el Gran Premio de los Países Bajos de 1970, carrera parte del campeonato de Fórmula 1. Durante el impacto contra la pared, una de las ruedas delanteras se soltó y golpeó la cabeza de Courage, quitándole el casco. El monocasco se incendió instantáneamente, pero posiblemente el piloto ya estaba muerto culpa del golpe en su cabeza. |
| Roger Williamson  | 29 de julio de 1973     | Perdió el control de su automóvil debido a una presunta falla en los neumáticos durante el Gran Premio de los Países Bajos de F1 y se estrelló contra las barreras, se volcó y se incendió. David Purley detuvo su monoplaza e intentó salvar a Williamson, sin éxito. La falta de seguridad del circuito tuvo importancia en la muerte del piloto.                                                                     |
| Rob Slotemaker    | 29 de julio de 1979     | Se rompió el cuello y murió durante un evento de F1 fuera del campeonato. Una curva del trazado lleva su nombre. |
| Hans-Georg Bürger | 20 de julio de 1980     | Se estrelló en su Tiga en la curva Scheivlak, previo a la largada de la ronda de Fórmula 2 Europea. Murió días después del accidente, por sus golpes en la cabeza. |
| Alain Vinckx      | 25 de mayo de 1987      | Murió durante un truco en su Chevrolet Camaro, durante un evento de demostraciones. Uno de los autobuses que debía atravesar fue mal colocado, lo que causó que Vinckx muera decapitado. |
| Oliver Heimann    | 30 de marzo de 1991     | Impactó otro competidor que estaba detenido sobre la pista. Fue trasladado a un hospital, pero falleció una hora luego del accidente por golpes en su cuello. |
| Vokko Otto        | 20 de diciembre de 1997 | Murió tras cuatro años y medio después de un accidente sufrido en la curva Tarzán, donde se estrelló contra las barreras, posiblemente debido a una falla de freno. El accidente le causó conmoción cerebral, que lo mantuvo mucho tiempo en coma, y luego en silla de ruedas, hasta su fallecimiento. |
| Henk Schoorstra   | 29 de julio de 2010     | Schoorstra impactó con otro monoplaza, perdió el control y se estrelló contra la barandilla entre Henserug y la curva de Rob Slotemaker. Su monoplaza se incendió y murió en el lugar. |
| David Ferrer      | 7 de septiembre de 2017 | Falleció en el hospital luego de unos días tras un choque en la curva Arie Luyendijk durante la primera vuelta del evento “FIA Masters Historic Formula One Championships” mientras conducía un March 701 de 1970. |